# Hyneria lindae
A Hyneria lindae az izmosúszójú halak (Sarcopterygii) osztályának fosszilis Osteolepiformes rendjébe, ezen belül a Tristichopteridae családjába tartozó faj.
Nemének eddig az egyetlen felfedezett faja.

## Neve
Az állat a nemi szintű nevét, vagyis az elsőt a Hyneria-t, egy pennsylvaniai faluról, Hyner-ről kapta; hiszen itt fedezték fel az első példányt. A faji neve, azaz a lindae, Keith Stewart Thomson feleségéről származik. 1968-ban, Thomson írta le, illetve nevezte meg az állatot.

## Tudnivalók
A Hyneria lindae az izmosúszójú halak egyik ősi képviselője volt, amely a késő devon korszakban élt, 360 millió évvel ezelőtt. Körülbelül 2,5-3,7 méter hosszú lehetett. A nagy és nehéz koponyáját csontoskinővések díszíthették. Az állkapocscsontja hosszú, de sekély volt; fogai nagyjából tompák voltak, kivéve a legelsőket, amelyek 5 centiméteres agyarakként hatnak. Testét kerek pikkelyek fedték. Mivel a mocsaras élőhelyén a látásiviszonyok nem voltak a legjobbak, nagy szaglócsatornákat fejlesztett, hogy azokkal érzékelje zsákmányát.
1968-ban, Keith Thompson, a pennsylvaniai Red Hill Shale-nél megkövesedett fogakat, csontokat és egy farokúszót talált. Felfedezése óta, már több hiányos Hyneria maradványt is találtak, de egyetlen teljes csontvázat még nem. A Hyneria lindae csak egy a számos Tristichopteridae-faj közül, amelyek a késő devon tavaiban igen közönségesek voltak. A Hyneria mellett élt az Eusthenopteron, amelynek jól megmaradt kövületei vannak és amelyet a tudósok már több tíz éve tanulmányoznak. 1993-óta, a Red Hill Shale-nél olyan sok maradványt találtak, hogy a lelőhelyen ez lett a leggyakoribb izmosúszójú halfaj.

## Hyneria az ismeretterjesztő filmekben
A Hyneria látható a BBC „Walking With Monsters” című ismeretterjesztő-sorozatában. A filmben egy nőstényt mutatnak, amely kijött az iszapos partra, hogy megfogjon két Hynerpetont (eközben a narrátor magyarázza, hogy „úgy támad zsákmányára, mint egy kardszárnyú delfin a fülesfókákra”). Ez a viselkedés csak feltételezés. A halnak voltak izmos úszói, de nem biztos, hogy ezek elég erősek voltak arra, hogy ki is tudjon jönni velük a szárazföldre.
A Hyneriának, a „Miracle Planet” című ismeretterjesztő-sorozat 5. részében sok figyelmet adnak.

### Fordítás
- Ez a szócikk részben vagy egészben  a   Hyneria című angol Wikipédia-szócikk ezen változatának fordításán alapul.  Az eredeti cikk szerkesztőit annak laptörténete sorolja fel. Ez a jelzés csupán a megfogalmazás eredetét és a szerzői jogokat jelzi, nem szolgál a cikkben szereplő információk forrásmegjelöléseként.